# Sandvika (Nord-Trøndelag)
Sandvika is een plaats in de Noorse gemeente Lierne, provincie Trøndelag. Sandvika telt 223 inwoners (2007) en heeft een oppervlakte van 0,42 km².